# Freedom Planet 2
Freedom Planet 2 — компьютерная игра в жанре платформера, разработанная и изданная независимой студией GalaxyTrail для Windows. Издателем версий для консолей выступила Xseed Games. Игра является продолжением Freedom Planet. Выпуск для Windows состоялся 13 сентября 2022 года. 4 апреля 2024 года вышли версии для Nintendo Switch, PlayStation 4, PlayStation 5, Xbox One и Xbox Series X/S. Как и предшественница, игра вдохновлена играми для Sega Mega Drive. Сюжет повествует о трёх героинях оригинальной игры и новом персонаже — панде Нире Ли, противостоящих роботизированной армии Мерги, водяной драконицы, жаждущей мести за древние злодеяния.
Критики отметили, что Freedom Planet 2 превосходит первую часть серии, а также подчеркнули, что игра стала менее похожей на серию Sonic the Hedgehog и обрела собственный уникальный визуальный стиль и игровой процесс.

## Игровой процесс

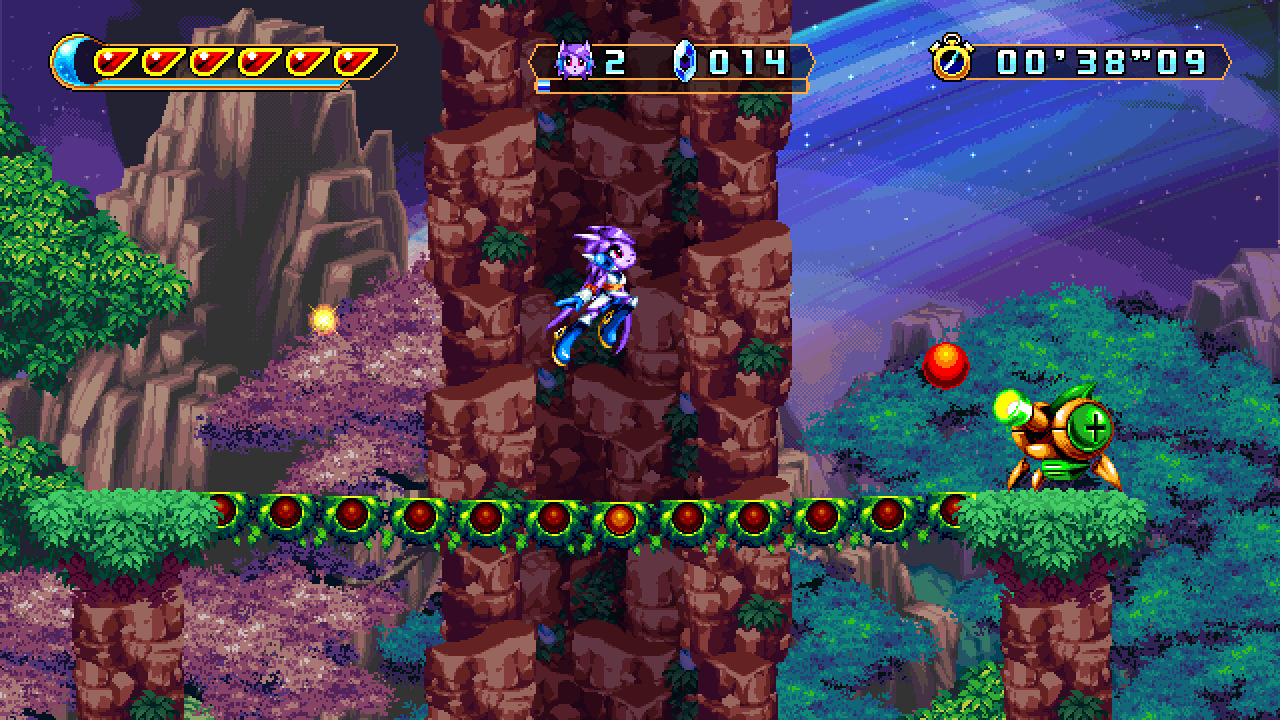
Персонаж Лайлак уклоняется от вражеского снаряда

Freedom Planet 2 вносит ряд изменений в игровой процесс, основанных на отзывах игроков. Среди нововведений: механика блокирования атак, система возрождения персонажей и возможность регулировать уровень сложности. Настройка сложности осуществляется с помощью специальных усилений, которые игрок выбирает перед прохождением уровня.

## Сюжет

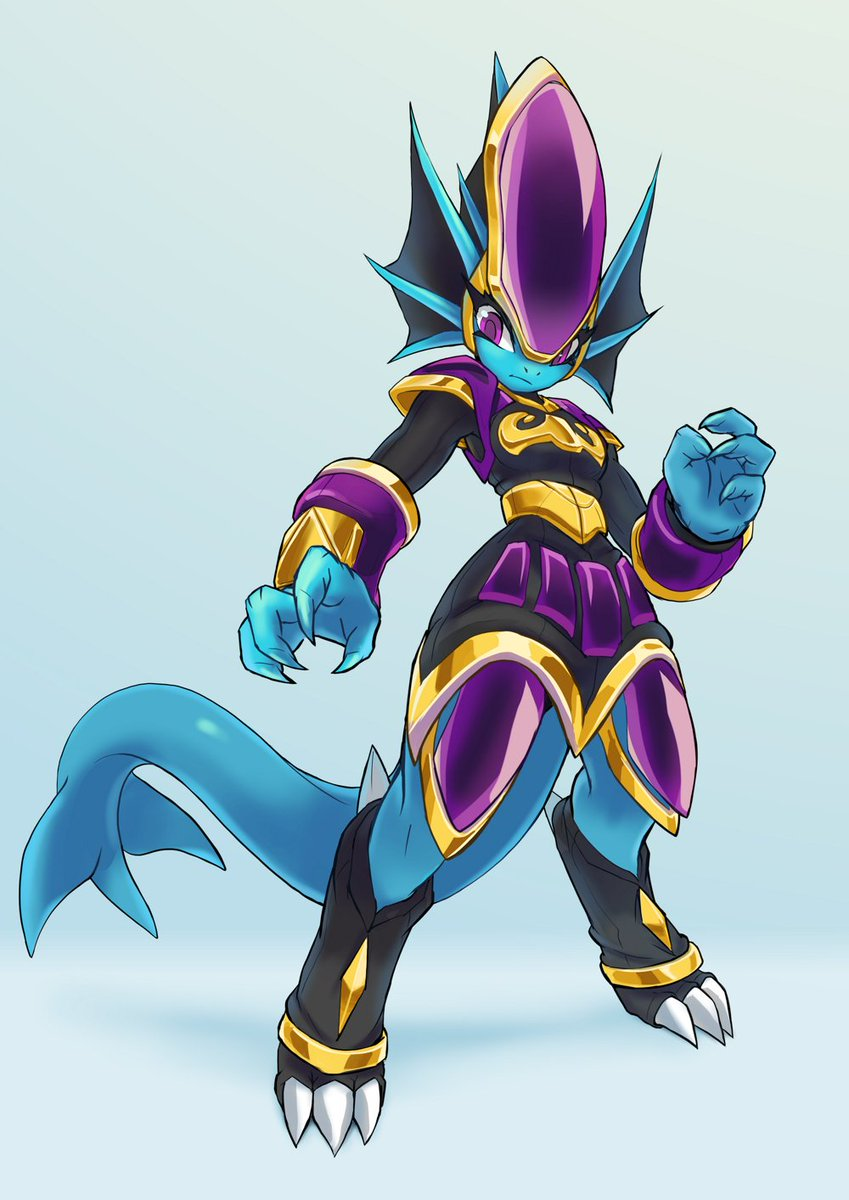
Персонаж Мерга (Merga) представлен как новый и главный антагонист второй части игры

События Freedom Planet 2 разворачиваются на планете Авалис, разделённой на четыре королевства. Шан Ту, некогда управляемый земляными драконами, ныне находится под властью Королевского Магистра. Шан Му представляет собой развитый мегаполис, где правит мэр, избираемый путём свободных выборов. Действующий градоначальник — малый панда Зао. На севере планеты располагается Шуиган, королевство, населённое преимущественно пандами, которым правит король Дейл. Четвёртым государством являются Паруса — тропическое островное королевство, в древности служившее домом водяным драконам, некогда воевавшим с Шан Ту.
Главными героями игры являются четыре персонажа. Саш Лайлак, считающаяся последним водяным драконом, использует в бою свои косички. Кэрол Ти — зелёная дикая кошка, передвигающаяся на мотоцикле. Милла Бассет — бассет-хаунд и алхимик, способная создавать призрачные кубы и зелья. Нира Ли выступает доверенным советником Королевского Магистра.
Действие игры начинается спустя три года после поражения злодея лорда Бревона и его вынужденного отступления с планеты Авалис. Наступивший мир оказывается недолгим: его внезапно нарушает неистовствующий робот, разрушающий дом Лайлак и Кэрол.
Королевский Магистр вызывает героев к себе и просит их расследовать вторжение роботов. Выясняется, что за нападением стоит Мерга — воительница из рода водяных драконов, суперсолдат, принадлежащий к тому же считавшемуся вымершим виду, что и Лайлак. Мерга пробудилась из кристальной тюрьмы в океанских глубинах после уничтожения Камня Королевства. Она жаждет отмщения за древние злодеяния, совершённые во время самой кровопролитной войны в истории Авалиса. В ходе противостояния герои оказываются по разные стороны конфликта, пытаясь предотвратить активацию Бакунавы — супероружия, способного уничтожить мир.

## Разработка
В отличие от первой части, Freedom Planet 2 разрабатывалась на движке Unity. Игра отличается более детализированной пиксельной графикой. Для «определения идентичности Freedom Planet как франшизы» все персонажи оригинальной игры получили обновлённый дизайн от художника Тайсона Тана, ранее создававшего фанатские работы по первой части. Хотя ранние концепт-арты на официальном сайте игры остались без изменений, Тан экспериментировал с новым художественным стилем совместно с фанатами игры. Кристиан Уайтхед, разработчик Sonic Mania, помогал ДиДуро с программированием и отвечал за перенос физики из Clickteam Fusion в Unity. Демоверсия игры была доступна в Steam с ранних этапов разработки.

### Выпуск
Freedom Planet 2 вышла на Windows 13 сентября 2022 года. Изначально выпуск версий для игровых систем планировался на середину 2023 года, но позже был перенесён на декабрь того же года. В августе GalaxyTrail объявила, что издателем консольных версий сиквела выступит Xseed Games, подтвердив намерение выпустить игру до конца 2023 года. Однако в середине декабря Xseed Games сообщила об очередном переносе выхода игры на начало 2024 года. В январе 2024 года была объявлена окончательная дата выхода версий для игровых систем — 4 апреля. Версия для Linux, изначально планировавшаяся к одновременному выпуску с Windows-версией, была отложена на неопределённый срок.

## Критика
До выхода игры Крис Мойс из Destructoid положительно отозвался о визуальном стиле Freedom Planet 2, отметив его сходство с субботними утренними мультфильмами. После выпуска Доминик Тарасон из PC Gamer сравнил игру с проектами для Sega Saturn, отметив её эволюцию от первоисточника — серии Sonic the Hedgehog. Несмотря на семилетнюю разработку, рецензент счёл игру оправдавшей ожидания. Тарасон отметил улучшенное управление персонажами и добавление функции блокирования атак. По его мнению, гибкие настройки сложности позволяют как упростить, так и усложнить игровой процесс.